# The Weed Tree
The Weed Tree es el segundo álbum de estudio de Espers, lanzado en 2005 por Locust Music. Es, en gran parte, un álbum de covers aunque contiene una pista original de la banda, "Dead King". Los artistas reversionados con The Durutti Column, Nico, Michael Hurley y Blue Öyster Cult. Las canciones fueron realizadas en el estilo folk psicodélico de la banda.

## Lista de canciones
1. "Rosemary Lane"
2. "Tomorrow" (The Durutti Column)
3. "Black Is the Color"
4. "Afraid" (Nico)
5. "Blue Mountain" (Michael Hurley)
6. "Flaming Telepaths" (Blue Öyster Cult)
7. "Dead King" (Espers)